# Kōbun Shizuno
Kōbun Shizuno (静野 孔文, Shizuno Kōbun) est un réalisateur japonais né le 2 septembre 1972 à Tokyo. Il est le réalisateur de plusieurs films adaptés du manga Détective Conan.

## Filmographie

### Films d’animation
- Hokuto no Ken 3 : La Légende de Kenshiro (真救世主伝説 北斗の拳 ZERO ケンシロウ伝, Shin Kyūseishu densetsu Hokuto no Ken ZERO Kenshirō den?) (2008)
- Détective Conan : Les Quinze Minutes de silence (2011)
- Détective Conan : Le Onzième Attaquant (2012)
- Détective Conan : Un détective privé en mer lointaine (2013)
- Détective Conan : Le Sniper Dimensionnel (2014)
- Détective Conan : Les Tournesols des flammes infernales (2015)
- Détective Conan : The Darkest Nightmare (2016)
- Détective Conan : Crimson Love Letter (2017)[2]
- Godzilla: Planet of the Monsters (2017)
- Godzilla: City on the Edge of Battle (2018)
- Godzilla: The Planet Eater (2018)
- The journey (2021)

### Séries télévisées d’animation
- Knights of Sidonia (2014)
- Soul Buster (en) (2016)

### OVA
- Shin Kyūseishu densetsu Hokuto no Ken - Toki den (真救世主伝説 北斗の拳 トキ伝?)

Il a également été le producteur des séries télévisées G.I. Joe: Sigma 6 (en), Erufen rīto et Dan Doh!! (en).